# Tanjung Alai (Xiii Koto Kampar)
Tanjung Alai is een bestuurslaag in het regentschap Kampar van de provincie Riau, Indonesië. Tanjung Alai telt 1849 inwoners (volkstelling 2010).